# Coletta Rydzek
Coletta Rydzek (Oberstdorf, 6 giugno 1997) è una fondista tedesca.

## Biografia
Coletta Rydzek è sorella del combinatista Johannes, a sua volta sciatore nordico; attiva dal febbraio del 2012, ai Mondiali juniores di Park City 2017 ha vinto la medaglia di bronzo nella sprint. Ha esordito in Coppa del Mondo il 12 marzo 2019 a Drammen in una sprint (45ª), ai Giochi olimpici invernali a Pechino 2022, dove si è classificata 37ª nella medesima specialità, e ai Campionati mondiali a Planica 2023, dove sempre nella sprint si è piazzata 14ª. Il 24 marzo 2023 ha conquistato il primo podio in Coppa del Mondo, nella sprint a squadre disputata a Lahti (3ª); ai Mondiali di Trondheim 2025 è stata 8ª nella sprint. Il 21 marzo 2025 ha conquistato la prima vittoria in Coppa del Mondo nella sprint a tecnica libera di Lahti.

## Palmarès

### Mondiali juniores
- 1 medaglia:
  - 1 bronzo (sprint a Park City 2017)

### Coppa del Mondo
- Miglior piazzamento in classifica generale: 31ª nel 2023
- 5 podi (2 individuali, 3 a squadre):
  - 2 vittorie (1 individuale, 1 a squadre)
  - 1 secondo posto (individuale)
  - 2 terzi posti (a squadre)

#### Coppa del Mondo - vittorie
| Data          | Località | Nazione   | Disciplina                |
| ------------- | -------- | --------- | ------------------------- |
| 21 marzo 2025 | Lahti    | Finlandia | SP TL                     |
| 22 marzo 2025 | Lahti    | Finlandia | TS TL (con Laura Gimmler) |

Legenda:

TL = tecnica libera

SP = sprint

TS = sprint a squadre